# Maharajpet, Hangal
Maharajpet là một làng thuộc tehsil Hangal, huyện Haveri, bang Karnataka, Ấn Độ.